# Schizembia guanare
Schizembia guanare är en insektsart som beskrevs av Ross 2003. Schizembia guanare ingår i släktet Schizembia och familjen Anisembiidae. Inga underarter finns listade.